# The Comedy Store

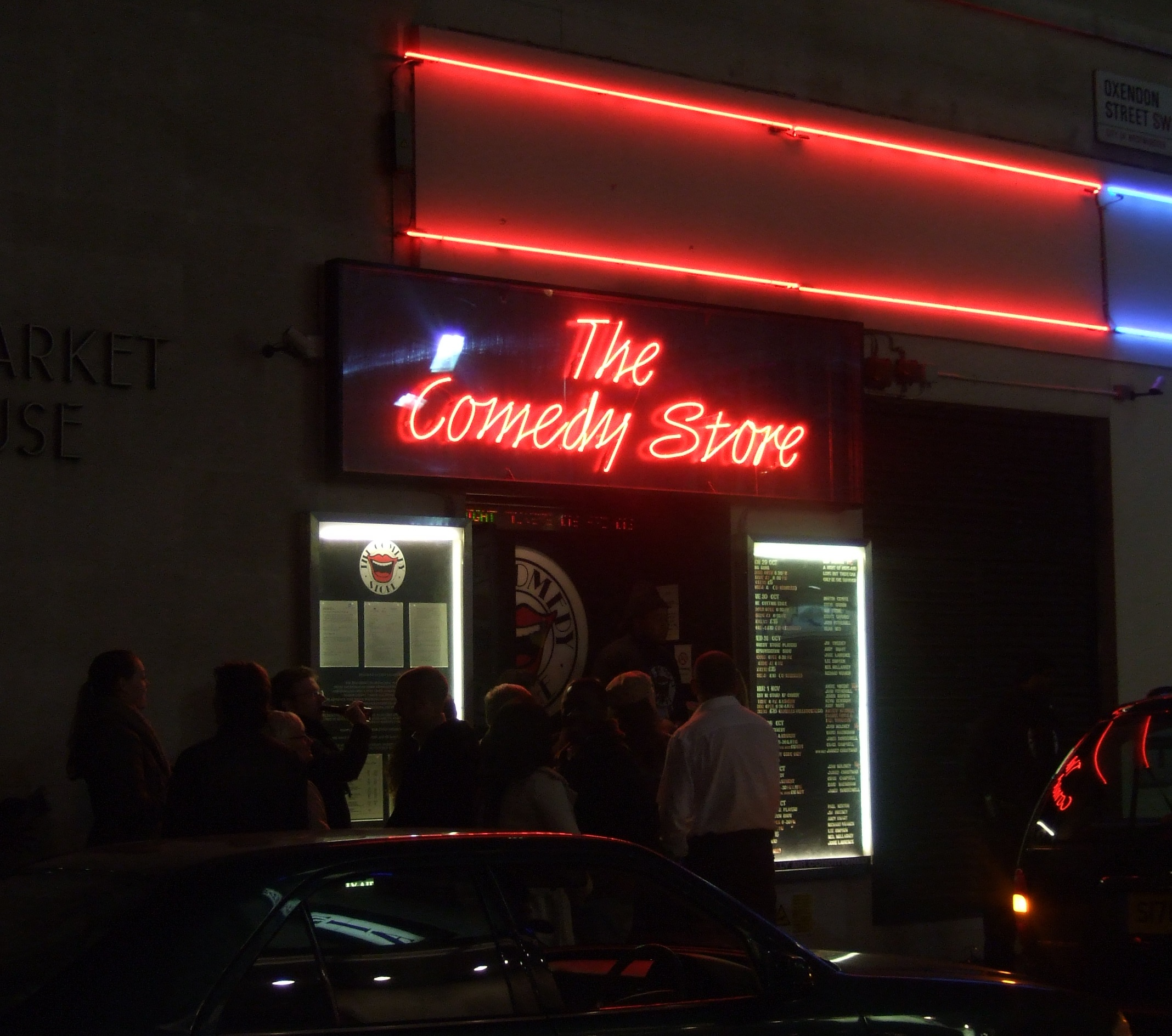
The Comedy Store in Londen

The Comedy Store is een comedyclub in het Londense Soho die in 1979 werd geopend door Don Ward en Peter Rosengard. De eerste die na de opening het podium betrad, was Clive Anderson.
De club werd vernoemd naar The Comedy Store in de Verenigde Staten, waar Rosengard een jaar eerder was geweest. De Londense Comedy Store bevond zich ten tijde van de opening boven een striptent, maar verhuisde in 1982 naar Leicester Square, een locatie die pas in 1985 officieel werd overgenomen.
De club was het centrum van "alternatieve comedy" in de vroege jaren 80, en heeft de carrière van vele comedians vooruitgeholpen, zoals Alexei Sayle, Rik Mayall, Adrian Edmondson en Ben Elton.
In oktober 1985 werd de improvisatietheatergroep The Comedy Store Players opgericht, bestaande uit Mike Myers, Neil Mullarkey, Kit Hollerbach, Dave Cohen en Paul Merton. De huidige bezetting bestaat uit Neil Mullarkey, Paul Merton, Josie Lawrence, Richard Vranch, Jim Sweeney, Lee Simpson en Andy Smart, maar er zijn vaak ook andere acteurs te gast. Veel van de Comedy Store Players hebben meegedaan in de vroege jaren van Whose Line Is It Anyway? op BBC Radio 4 en Channel 4.
The Comedy Store heeft ook "zusterclubs" in Manchester (geopend in 2000), Leeds en Bournemouth (2006). Een andere club in Leeds opende in november 2003, maar deze moest na acht maanden sluiten, omdat er in die buurt te weinig (potentiële) bezoekers kwamen.
The Comedy Store is in Londen een van de bekendste comedyclubs in zijn soort geworden.